# 고난시 (아이치현)
고난시(일본어: 江南市)는 일본 아이치현 북부에 있는 도시이다. 도시 이름은 기소강 남쪽에 있다는 데에서 유래했다.

## 지리
아이치현 오와리 지방 북단의 시정촌 중 하나로 기후현과의 현 경계를 이루는 기소강의 남쪽에 접하고 있다. 나고야 철도 이누야마선이 남부에서 고난시 중심가로 향하여 북동 방면으로 계속된다. 국도 155호선이 남부를 횡단한다.

### 인접한 자치체
- 이치노미야시, 이와쿠라시, 고마키시, 니와군 오구치정, 후소정
- 기후현 가카미가하라시

## 역사
1954년 6월 1일에 니와군 고치노정, 호테이정, 하구리군 미야타정, 구사이촌이 합병해 고난시가 탄생하였다.

## 교통

### 철도
- 나고야 철도 이누야마선

### 도로
- 국도 제155호선

## 인구
| 연도 | 인구   | ±%     |
| ---- | ------ | ------ |
| 1940 | 33,664 | —      |
| 1950 | 42,836 | +27.2% |
| 1960 | 49,278 | +15.0% |
| 1970 | 77,996 | +58.3% |
| 1980 | 92,141 | +18.1% |
| 1990 | 93,837 | +1.8%  |
| 2000 | 97,923 | +4.4%  |
| 2010 | 99,731 | +1.8%  |

## 주요 인물
- 나카노 유카리(中野友加里)